# Список заслуженных мастеров спорта СССР (гребля на байдарках и каноэ)
ЗМС — почетное звание в СССР. Данный список неполон, так как точных данных нет.
| 1940 год |                                  |            |  |             |                 |  |
| 1        | Краснопевцев Георгий Михайлович  | ??.08.1947 |  | Ленинград   | «Пищевик»       |  |
| 1948 год |                                  |            |  |             |                 |  |
| 1        | Савина Нина Васильевна           | ??.11.1948 |  | Ленинград   | «Пищевик»       |  |
| 1957 год |                                  |            |  |             |                 |  |
| 1        | Дементьева Елизавета Григорьевна | ??.02.1957 |  | Кострома    | «Красное знамя» |  |
| 2        | Демитков Анатолий Николаевич     | ??.02.1957 |  | Ленинград   | «Спартак»       |  |
| 3        | Каалесте Михаил Георгиевич       | ??.02.1957 |  | Ленинград   | «Динамо»        |  |
| 4        | Писарев Игорь Иванович           | ??.02.1957 |  | Ленинград   | «Динамо»        |  |
| 5        | Ботев Грациан Георгиевич         | ??.02.1957 |  | Ленинград   | «Пищевик»       |  |
| 6        | Харин Павел Петрович             | ??.02.1957 |  | Ленинград   | «Пищевик»       |  |
| 1959 год |                                  |            |  |             |                 |  |
| 1        | Бухарин Геннадий Иванович        | ??.??.1959 |  | Москва      |                 |  |
| 2        | Силаев Александр Павлович        | ??.??.1959 |  | Москва      | «Динамо»        |  |
| 1960 год |                                  |            |  |             |                 |  |
| 1        | Гейштор Леонид Григорьевич       | ??.09.1960 |  | Гомель      | «Водник»        |  |
| 2        | Макаренко Сергей Лаврентьевич    | ??.09.1960 |  | Брест       | «Спартак»       |  |
| 3        | Середина Антонина Александровна  | ??.09.1960 |  | Москва      | «Спартак»       |  |
| 4        | Шубина Мария Тимофеевна          | ??.09.1960 |  | Владивосток | «Труд»          |  |
| 1962 год |                                  |            |  |             |                 |  |
| 1        | Грузинцева Нина Александровна    | ??.01.1962 |  | Новгород    | «Спартак»       |  |
| 2        | Ощепков Степан Михайлович        | ??.01.1962 |  | Владивосток | «Труд»          |  |

## 1963
- Замотин, Михаил Андреевич
- Хасанов, Ибрагим Ризоевич

## 1964
- Гришин, Анатолий Кузьмич
- Ионов, Вячеслав Николаевич
- Морозов, Владимир Иванович
- Пинаева, Людмила Иосифовна
- Химич, Андрей Иванович
- Чужиков, Николай Федорович

## 1966
- Кабанов, Юрий Евгеньевич
- Левченко, Надежда Алексеевна 07.11.1931
- Шапаренко, Александр Максимович

## 1969
- Наумов, Валентин Степанович

## 1970
- Безрукова, Людмила Петровна
- Бойко, Наталья Петровна
- Вакула, Нинель Андреевна
- Диденко, Валерий Антонович
- Карюхин, Георгий Тимофеевич
- Костенко, Константин Петрович 10.11.1939 — 06.02.2004
- Образцов, Владимир Викторович
- Седашёв, Анатолий Михайлович
- Стеценко, Юрий Николаевич
- Тищенко, Анатолий Петрович
- Царёв, Виктор Николаевич
- Шиманская, Тамара Николаевна

## 1971
- Кононов, Вячеслав Николаевич 1945
- Прокупец, Наум Лейбович
- Филатов, Юрий Николаевич
- Хохол, Николай Григорьевич

## 1972
- Горбачев, Николай Степанович
- Дрибас, Валерий Николаевич 1940[7][8]
- Кратасюк, Виктор Иванович
- Лобанов, Юрий Терентьевич
- Курышко, Екатерина Сергеевна
- Рябчинская, Юлия Петровна
- Чесюнас, Владас Адольфович

## 1973
- Гопова, Нина Юрьевна
- Грешта, Пётр Николаевич
- Кабакова, Лариса Викторовна
- Калидов, Олег Михайлович
- Кобрисев, Анатолий Иванович
- Никольский, Сергей Владимирович
- Трукшин, Виталий Яковлевич
- Юрченко, Василий Петрович
- Слободенюк, Виталий Николаевич
- Цегоев, Олег Евгеньевич

## 1974
- Матвеев, Дмитрий Павлович
- Шарыкин, Анатолий Петрович
- Шурга, Михаил Антонович

## 1975
- Астапкович, Николай Иванович
- Виноградов, Александр Юрьевич
- Воробьёв, Виктор Ефимович
- Деревянко, Леонид Андреевич
- Лобанов, Михаил Терентьевич

## 1976
- Дегтярев, Александр Владимирович
- Алексеева (Крефт) Галина Сергеевна
- Коршунова, Татьяна Васильевна
- Морозов, Владимир Иванович
- Нагорный, Сергей Викторович
- Петренко, Сергей Владимирович
- Рогов, Александр Николаевич
- Романовский, Владимир Вацлавович
- Чухрай, Сергей Алексеевич

## 1977
- Корольков, Анатолий 1954
- Щурскас, Пятрас 1955

## 1978
- Тайников, Владимир Иванович

## 1979
- Авдеев, Александр Алексеевич
- Дорох, Нина Петровна
- Калашникова, Наталья Павловна
- Парфенович, Владимир Владимирович
- Пострехин, Сергей Альбертович

## 1982
- Водоватов, Александр Павлович
- Гайдамака, Игорь Витальевич
- Колоколов, Сергей Викторович
- Кривошеев, Сергей Вячеславович
- Суперата, Сергей Владимирович

## 1983
- Баранов, Николай Николаевич
- Берёза, Василий Константинович
- Ермилов, Александр Юрьевич

## 1984
- Саломыкова, Ирина Дмитриевна (Вааг)
- Клементьев, Иван Ильич
- Корбукова, Нелли Алексеевна (Ефремова)
- Дудина, Елена Ивановна

## 1986
- Киселёв, Сергей Иванович

## 1988
- Вешко, Валерий Иванович
- Гурин, Юрий Иосифович
- Денисов, Виктор Викторович
- Журавский, Николай Афанасьевич
- Нагаев, Игорь Владимирович
- Ренейский, Виктор Иосифович

## 1989
- Вета, Артурас
- Кирсанов, Сергей Фёдорович
- Мотузенко, Александр Александрович
- Пусев, Виктор Иванович

## 1990
- Калесник, Сергей Иванович
- Мызгин, Александр Михайлович
- Сливиньский, Михал
- Тищенко, Анатолий Анатольевич

## 1991
- Бобрешов, Владимир Иванович

## 1992
- Довгалёнок, Дмитрий Александрович
- Масейков, Александр Анатольевич

## Год присвоения неизвестен
- Наталуха, Владимир Яковлевич
- Пеняев, Евгений Иванович
- Плиткин, Андрей Анатольевич
- Савин, Нил Васильевич
- Фадеева, Мария Николаевна